# Bathytoma engonia
Bathytoma engonia é uma espécie de gastrópode do gênero Bathytoma, pertencente a família Borsoniidae.